# Nagymaros
Nagymaros (słow. Veľká Maruša, niem. Freistadt) – miasto na Węgrzech, w komitacie Pest, w powiecie Szob.